# Comté d'Effingham (Illinois)
Pour les articles homonymes, voir Comté d'Effingham.
Le comté d'Effingham est un comté situé dans l'État de l'Illinois, aux États-Unis. En 2000, sa population est de 34 264 habitants. Son siège est Effingham.